# Nat Friedman
Nathaniel Dourif Friedman (* 6. srpna 1977), známý také jako Nat, je programátor, který v roce 1999 spolu s Miguelem de Icazaem založil firmu Ximian. Společnost byla v roce 2003 odkoupena firmou Novell.
Nat v Ximianu pracoval jako CEO od roku 1999 do 2001, kdy byl v Ximianu David Patrick, který jako externí CEO pozvedl rizikový kapitál společnosti na 15 miliónu dolarů. Před Ximianem pracoval na projektu GNU ROPE a také jako asistent v Silicon Graphics a Microsoftu. V roce 1999 získal titul bakaláře informatiky a matematiky na Massachusettském technologickém institutu.
Nat byl v Novellu vedoucím výzkumu a strategickým poradcem pro open source. V lednu 2010 ale opustil svou pozici v Novellu, aby v roce 2010 mohl cestovat kolem světa. Je synovcem herce Brada Dourifa, nyní žije v Bostonu v Massachusetts a Norimberku v Německu.